# برکوته
برکوته (به آلمانی: Berkoth) یک شهر در آلمان است که در بیتبورگ-پروم واقع شده‌است.